# Hockey
 For alternative betydninger, se Hockey (flertydig). (Se også artikler, som begynder med Hockey)
Hockey er en holdsport i hockey-familien, som har rødder et par tusinde år tilbage i tiden. Den moderne hockey opstod i 1800-tallet i England og dets kolonier. 
I dag er hockey en af verdens største boldspil og det spilles i 98 lande. Sporten er en olympisk sportsgren både for mænd og kvinder. Herrelandsholdene fra Indien og Pakistan dominerede længe sporten, men fra 1980'erne har holdene fra Holland, Tyskland og Australien været blandt de stærkeste.
Ved OL i 2008 vandt Tyskland guld, Spanien sølv og Australien bronze.
I Danmark er sporten organiseret i Dansk Hockey Union.
Den første hockeyklub i Danmark var Københavns Hockeyklub som blev grundlagt i 1904. Dansk Hockey Union(DHU) blev oprettet i 1908.
Navnet landhockey ses undertiden brugt for at skelne fra ishockey.

## Eksterne links
- Københavns Hockeyklub
- Dansk Hockey Union Arkiveret 14. december 2018 hos  Wayback Machine
- Hockey Klubben Odin